# 21 Grams
21 Grams és una pel·lícula mexicanoestatunidenca, dirigida per Alejandro González Iñárritu, estrenada el 2003.

## Argument
Tal com es va veure a l'anterior pel·lícula d'Arriaga i González Iñárritu, Amores perros (2000), a 21 Grams es mostra una pel·lícula que junta diverses línies argumentals, aquesta vegada al voltant de les conseqüències d'un tràgic accident d'automòbil. Sean Penn interpreta un matemàtic greument malalt, Naomi Watts interpreta una mare afligida, i Del Toro interpreta a un convicte que posa a prova el descobriment del cristianisme després de l'accident.

## Repartiment
- Sean Penn: Paul Rivers
- Naomi Watts: Cristina Peck
- Danny Huston: Michael
- Benicio del Toro: Jack Jordan
- Charlotte Gainsbourg: Mary Rivers
- John Rubinstein: ginecòleg
- Clea DuVall: Claudia
- Eddie Marsan: Reverend John
- Melissa Leo: Marianne Jordan
- Marc Musso: Freddy
- Paul Calderon: Brown
- Denis O'Hare: Dr. Rothberg
- Kevin Chapman: Alan
- Lew Temple: xèrif del comtat
- Carly Nahon: Cathy

## Títol
El títol de la pel·lícula ve d'un treball realitzat pel Dr. Duncan MacDougall, qui a començaments del segle xx va realitzar una sèrie d'experiments per provar la pèrdua de pes provocada suposadament per la separació de l'ànima del cos, en morir. MacDougall va pesar pacients moribunds en un intent per provar que l'ànima és tangible, material i en conseqüència, mesurable. Aquests experiments difícilment poden ser considerats científics, i malgrat que els resultats van variar considerablement de 21 grams, dins de la cultura popular aquesta xifra s'ha convertit en sinònim de la mesura de la massa de l'ànima.

## Curiositats
- El poema de l'escriptor veneçolà que Paul (Sean Penn) cita quan està en el restaurant amb Cristina, és La Tierra giró para acerarnos d'Eugenio Montejo.
- La pel·lícula va ser gravada gairebé completament amb càmeres de mà.
- El guió està escrit (en castellà) pel mateix director en col·laboració amb Guillermo Arriaga, que ja va col·laborar amb Iñárritu a Amores perros, i una de les novel·les del qual va ser portada al cinema amb el títol d'Un dulce olor a muerte. El 1996 el fill petit del director va morir a causa d'una malaltia pulmonar i el nebot de Guillermo Arriaga va morir ofegat en una piscina amb dos anys. Les seves obsessions per aquests fets estan subjacents en l'argument de la pel·lícula.

## Premis i nominacions[calcitació]

### Premis
- Festival Internacional de Cinema de Venècia (2003):
  - Premi del Públic al Millor Actor per Benicio del Toro
  - Premi del Públic a la Millor Actriu per Naomi Watts
  - Copa Volpi al Millor Actor per Sean Penn
  - Copa Volpi a la Millor Actriu per Naomi Watts

### Nominacions
- Oscar:
  - Oscar a la millor actriu per Naomi Watts
  - Oscar al millor actor secundari per Benicio del Toro
- Premis BAFTA:
  - BAFTA al millor actor per Sean Penn i per Benicio del Toro
  - BAFTA a la millor actriu per Naomi Watts
  - BAFTA al millor guió original per Guillermo Arriaga
  - BAFTA al millor muntatge per Stephen Mirrione
- Festival Internacional de Cinema de Venècia Lleó d'Or per Alejandro González Iñárritu
- Screen Actors Guild a la millor actriu per Naomi Watts
- Screen Actors Guild al millor actor secundari per Benicio del Toro
- César a la millor pel·lícula estrangera